# Station Pionki Zachodnie
Station Pionki Zachodnie is een spoorwegstation in de Poolse plaats Pionki.